# دافي غراهام
دافي غراهام (بالإنجليزية: Davey Graham)‏ هو عازف قيثارة بريطاني، ولد في 26 نوفمبر 1940 في Hinckley ‏ في المملكة المتحدة، وتوفي في 15 ديسمبر 2008 في لندن الكبرى في المملكة المتحدة بسبب سرطان الرئة.

## وصلات خارجية
- الموقع الرسمي
- دافي غراهام على موقع IMDb (الإنجليزية)
- دافي غراهام على موقع ميوزك برينز (الإنجليزية)
- دافي غراهام على موقع أول ميوزيك (الإنجليزية)
- دافي غراهام على موقع ديسكوغز (الإنجليزية)